# Sematophyllum protensum
Sematophyllum protensum là một loài rêu trong họ Sematophyllaceae. Loài này được (Renauld & Cardot) Besch. mô tả khoa học đầu tiên năm 1898.